# 金秀グループ
金秀グループ（かねひでグループ）は、沖縄県の企業グループ。経営のとりまとめは、持株会社の金秀ホールディングス株式会社（同県那覇市）が行っている。

## 概要
創業当時は鉄工業を営んだが、のちに他社の吸収・合併を繰り返し、総合建設業・小売業・保険代理業・携帯電話販売代理業・リゾート施設の運営など事業を拡大している。また、「株式会社セブン-イレブン・沖縄」（株式会社セブン-イレブン・ジャパンの子会社）とフランチャイズ契約を結んで、沖縄県におけるセブン-イレブンの運営にも参画している。
なお、持株会社の金秀ホールディングスは、ラジオ沖縄の筆頭株主となっている（2016年3月31日現在、30,400株 27.63%）。

## 沿革
- 1947年5月25日 - 金秀鉄工所が創業。
- 1971年 - 沖縄軽金属株式会社（現在の金秀アルミ工業株式会社）が発足。
- 2021年4月1日 - 株式会社金秀本社の社名を金秀ホールディングス株式会社へ変更[5][6]。

## 主な事業
- 小売業
  - 金秀商事株式会社
    - タウンプラザかねひで（食品スーパー）
- 建設業・資材など
  - 金秀建設株式会社
  - 金秀鋼材株式会社
    - かねひでSS（ガソリンスタンド）

  - 沖縄ピーシー株式会社
- 健康食品
  - 金秀バイオ株式会社
- リゾート施設運営
  - 金秀商事株式会社
    - 喜瀬ビーチパレス・恩納マリンビューパレス・ザ・リッツ・カールトン沖縄（施設所有者）
    - かねひで喜瀬カントリークラブ（ゴルフ場）
- その他
  - 金秀興産株式会社（保険代理業・携帯電話販売代理業・カインズFC（ホームセンター））
  - 株式会社金秀トレーディング（貿易）
  - 金秀鉄工株式会社
  - 金秀不動産株式会社
  - 金秀事業協同組合
  - 農業生産法人 株式会社金秀ファーム
  - 金秀フードサプライ株式会社
  - 金秀ホールディングス株式会社（グループ企業持株会社）

### 過去のグループ企業
- 金秀グリーン株式会社 - 2016年4月1日付で金秀建設に吸収合併され解散[7]。
- 金秀琉球ファシリティーズ株式会社 - 2023年4月1日付で金秀鋼材に吸収合併され解散[8]。
- 株式会社かねひで総合研究所 - 2024年4月1日付で金秀ホールディングスに吸収合併され解散[9]。
- 金秀アルミ工業株式会社 - 2024年5月10日にYKK APへ全株式を譲渡[10][11]、2025年4月1日に琉球YKK AP工業株式会社へ商号変更。